# Kirche des Reiches Gottes

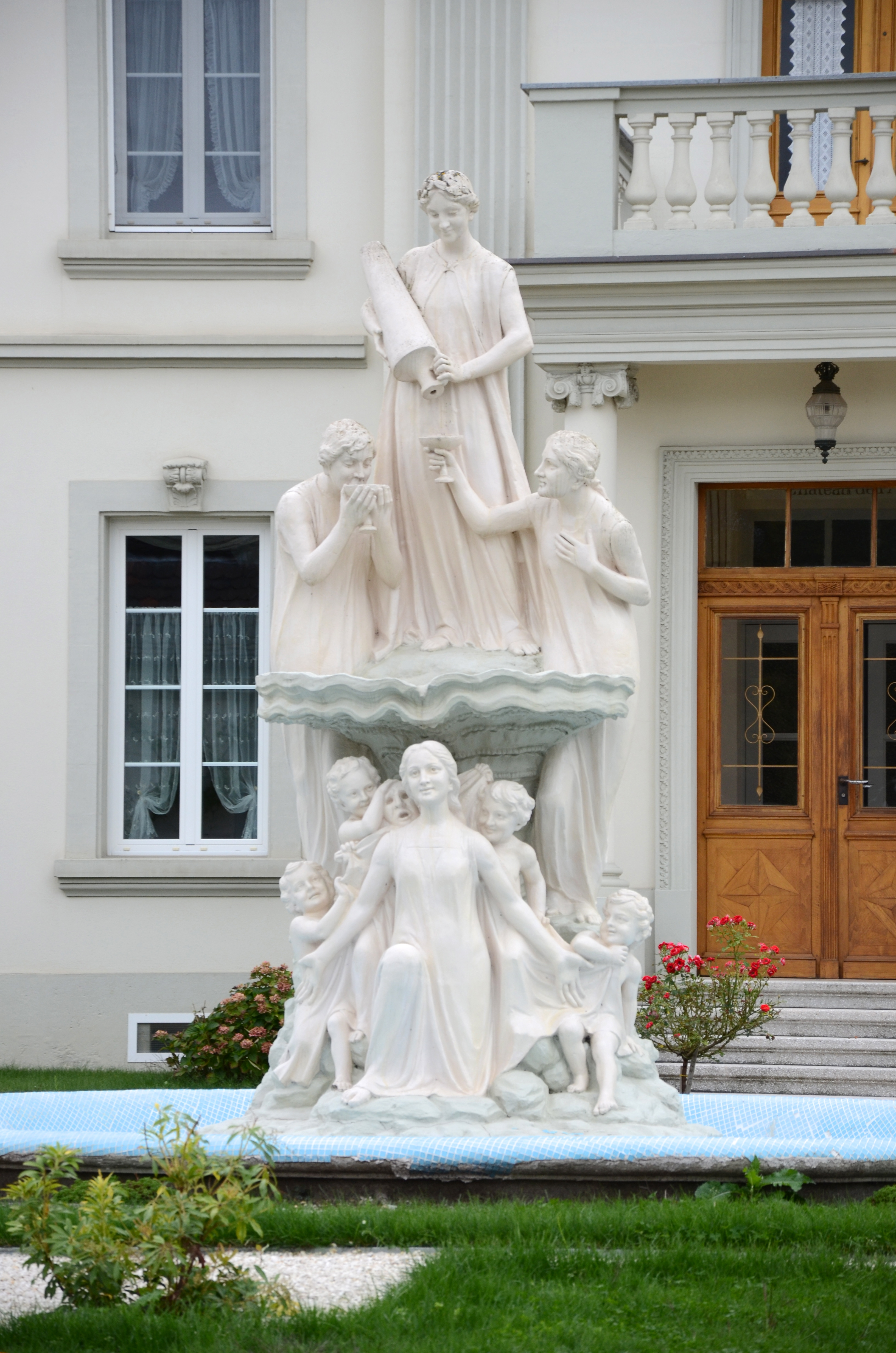
Jungfrauen empfangen das Wasser des Lebens. Allegorische Skulptur vor dem Sitz des Philanthropischen Werks in Cartigny

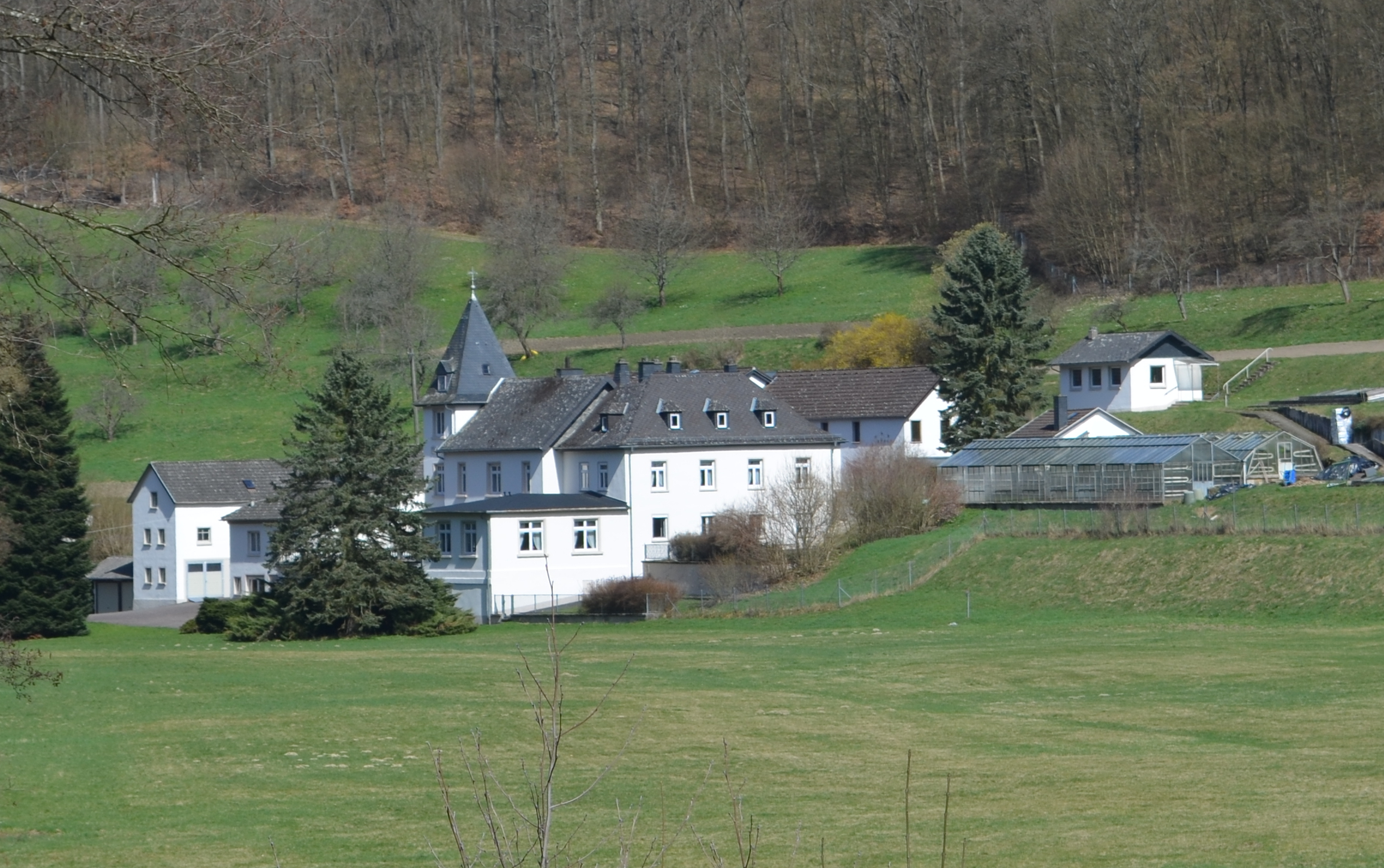
Haus Waldeck in Weilrod

Die Kirche des Reiches Gottes, auch Menschenfreundliches Werk, Menschenfreundliche Versammlung, Menschenfreunde, Engel des Herrn oder Menschenfreundliche Gesellschaft ist eine christliche Glaubensgemeinschaft und bildet einen eigenen Zweig der Bibelforscherbewegung.

## Geschichte
Die Gemeinschaft geht zurück auf den Schweizer Alexandre Freytag. Als 1914 das von Charles Taze Russell vorhergesagte Tausendjährige Reich ausblieb, entwickelte er nach und nach eigene Gedanken, in denen er sich selber als Sendbote des letzten Abschnitts der Weltgeschichte und als zweiter Elias sah. Dabei verband er religiöse mit naturphilosophischen Gedanken und bildete mehrere Versuchsstationen, die den Teilnehmern durch Befolgung religiöser Gebote und bestimmter Lebens- und Ernährungsvorschriften ewiges Leben vermitteln sollten.
Freytags Anhänger schlossen sich 1919 zur Kirche des Reiches Gottes zusammen. 1920 kam es zum Bruch mit der Wachtturm-Gesellschaft. Von 1934 bis 1945 war die Gemeinschaft in Deutschland verboten, seit 1945 ist sie wieder aktiv, 1950 wurde sie in der DDR erneut verboten. Von seinem Zentrum, dem Philanthropischen Werk in Cartigny GE aus propagierte Freytag bis zu seinem Tod im Jahr 1947 seine Ideen.
1976 umfasste die Kirche des Reiches Gottes etwa 71.000 Mitglieder, von denen die meisten in der Schweiz, Frankreich, Deutschland und Österreich lebten. Die Organisation gliedert sich in drei Kreise, die Kleine Herde, die Armee des Allmächtigen und die Freunde der Armee des Allmächtigen. In Deutschland gibt es zwei Niederlassungen, Schloss Sternberg und Haus Waldeck in Weilrod, in Österreich eine in Mödling. In der Schweiz existiert neben dem Zentrum in Cartigny GE die Niederlassung Schloss Wart bei Neftenbach.

## Lehre
Hinsichtlich Schöpfung und Sündenfall stimmt Freytags Lehre mit derjenigen der Zeugen Jehovas überein. Er ordnete diese Ansichten jedoch um ein „Weltallgesetz“, dessen Ordnung durch menschliche Schuld zerstört worden sei. Nach Jehova im Alten Testament habe schließlich Jesus die rechte Lebensordnung voll wiederhergestellt. Im folgenden „Evangeliumszeitalter“ habe Gott in sieben Perioden sieben Sendboten gesandt: Paulus, Johannes, Arius, welcher der Errichtung des Satansthrons in Rom widerstanden habe, Petrus Waldus, Wiclif, Luther und schließlich Alexandre Freytag. Letzterer habe die Sammlung der Menschen durchzuführen, die dem Reich Gottes auf Erden angehören wollen. Wer wieder in Harmonie mit dem Weltallgesetz stehe und bestimmte Vorschriften wie eine altruistische und vegetaristische Lebensweise einhalte, werde nicht sterben. Freytags eigener Tod wird von seinen Anhängern als freiwilliges Sühneopfer gedeutet, das alle Glieder der Kleinen Herde darbringen.
Anders als die Zeugen Jehovas erwartet die Kirche des Reiches Gottes keine Entscheidungsschlacht von Harmagedon, sondern ist überzeugt, die Parusie Jesu sei schon jetzt gegenwärtig. Schrittweise verwirkliche sich das Reich Gottes, bis schließlich die „Partei für die Aufrichtung des Reiches der Gerechtigkeit“ in allen Ländern das Paradies errichte. Jesus werde dann die Toten zu neuem Leben erwecken und ihnen die Möglichkeit der Entscheidung geben.

## Ritus
Die Ganzkörpertaufe wird durch völliges rückwärtiges Untertauchen vollzogen. Am Karfreitag findet ein Abendmahlsgottesdienst statt, der sich als Passah-Mahl versteht und die Erneuerung der Gelübde zum Ausdruck bringt. Diese Gelübde haben eine besondere Bedeutung für die Kirche des Reiches Gottes. Mit ihnen weihen sich die Angehörigen der Kleinen Herde Gott und insbesondere dem Weltallgesetz sowie der heiligen Verfassung des Reiches Gottes. Bei den sonntäglichen Zusammenkünften werden die Gelübde verlesen und zur Heiligung ermahnt, wobei das Ablegen von Zeugnissen eine große Rolle spielt. Wichtig sind auch die Pflege der Gebetsgemeinschaft und die Lektüre der Bücher von Freytag.